# Spirit of Canada
Pour les articles homonymes, voir Spirit et Canada (homonymie).
Spirit of Canada est un voilier monocoque de course au large, de classe 60 pieds IMOCA (18 m). Il est mis à l'eau en septembre 2006, et porte les couleurs de Spirit of Canada de 2006 à 2007, Algimouss-Spirit of Canada de 2008 à 2009, O Canada de 2011 à 2018, Ebac de 2020 à 2022, et Human Immobilier depuis 2022.

## Historique

### Spirit of Canada
Ce voilier canadien est construit en 2005 par le chantier naval Chris Prior de Cobourg au bord du lac Ontario au Canada, où il réalise ses premiers essais, avant de rejoindre l'océan par le fleuve Saint-Laurent,. Mis à l'eau sous les couleurs de Spirit of Canada en septembre 2006, il est conçu par le cabinet d'architectes naval britannique Owen Clarke Design, inspiré techniquement du voilier Ecover de 2003, du même architecte. L'objectif du skipper canadien Derek Hatfield est de prendre le départ de la prochaine édition du Vendée Globe 2008-2009.
En 2007, pour sa première transatlantique, le monocoque prend le départ de la Transat B to B à Salvador de Bahia au Brésil, pour arriver à la douzième position à Port-la-Forêt en Bretagne.

### Algimouss-Spirit of Canada
En 2008, le voilier prend le départ de son premier tour du monde en solitaire dans le cadre du Vendée Globe 2008-2009. Alors qu'il se trouve à la seizième place, le bateau chavire, brisant les deux barres de flèche et le contraignant à l'abandon,.

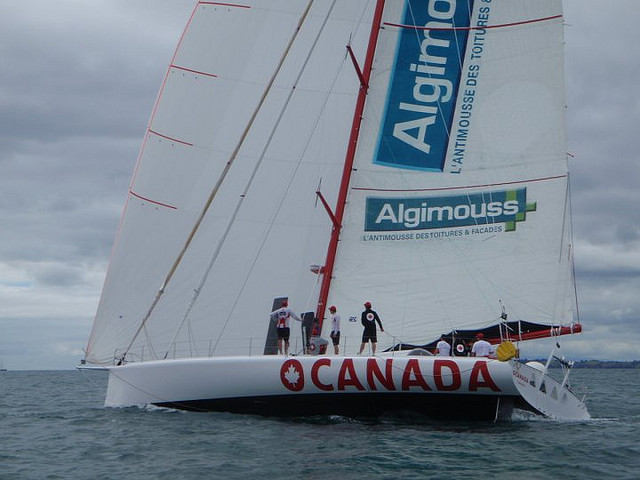
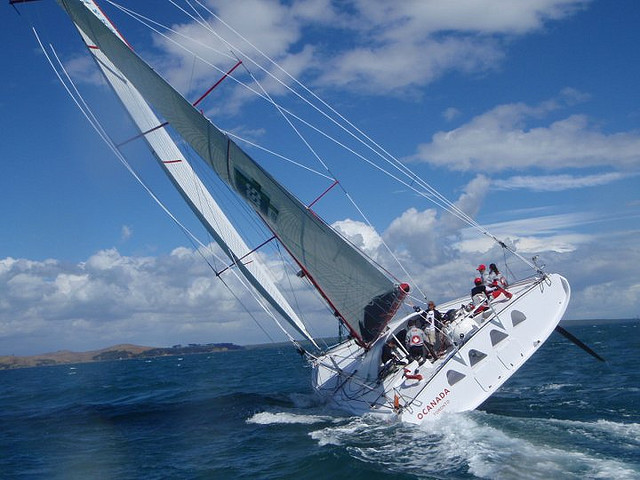

Le monocoque est réparé en Tasmanie, puis laissé à Auckland pour des raisons financières, puis revendu à un autre skipper canadien.

### O Canada
Le voilier prend le départ de la Transat Jacques-Vabre 2015, barré par Eric Holden et Morgen Watson. Durant la course, le monocoque est victime d'une avarie du rail de grand voile l'obligeant à faire escale à La Corogne en Espagne. Les pièces pour effectuer la réparation étant indisponible, le duo de navigateurs prend la décision d'abandonner la Route du Café le 3 novembre 2015,.

### Ebac

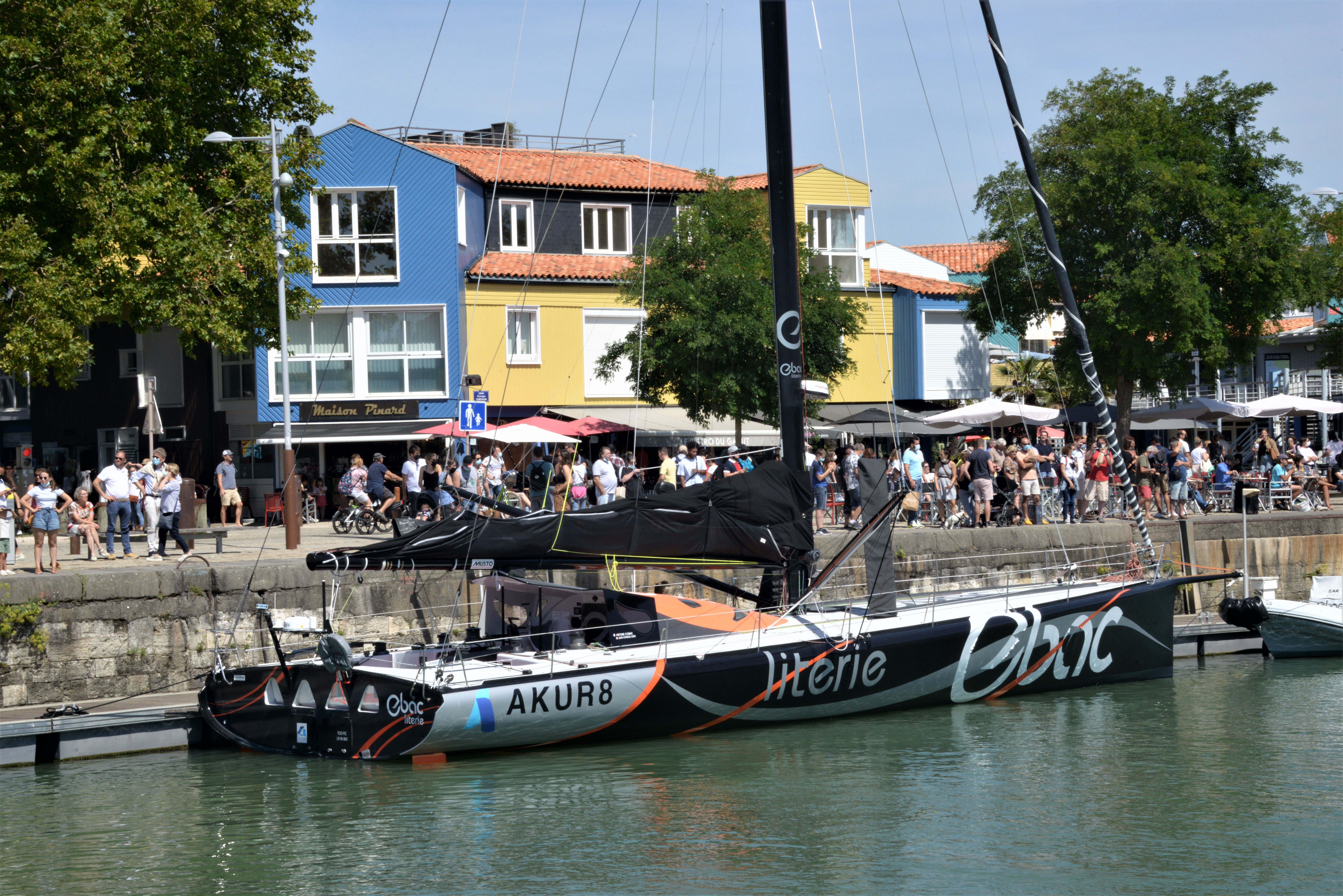
Ebac Literie à La Rochelle, son port d'attache, en août 2021.

En 2020, le monocoque prend les couleurs d'Ebac et passe par la case chantier afin de le moderniser, en grande partie avec des pièces issues d'autres IMOCA, et avec pour port d'attache le Vieux-Port de La Rochelle. Il est réparé avec le mât de secours d'Initiatives-Cœur de 2017 à la suite d'un démâtage durant une de ses sorties.
Fin 2021, le bateau skippé par Antoine Cornic et Jean-Charles Luro prend le départ de la quinzième édition de la Transat Jacques Vabre. Le monocoque arrive à Fort-de-France en Martinique à la vingtième place avec un safran endommagé par deux orques.

### Human Immobilier

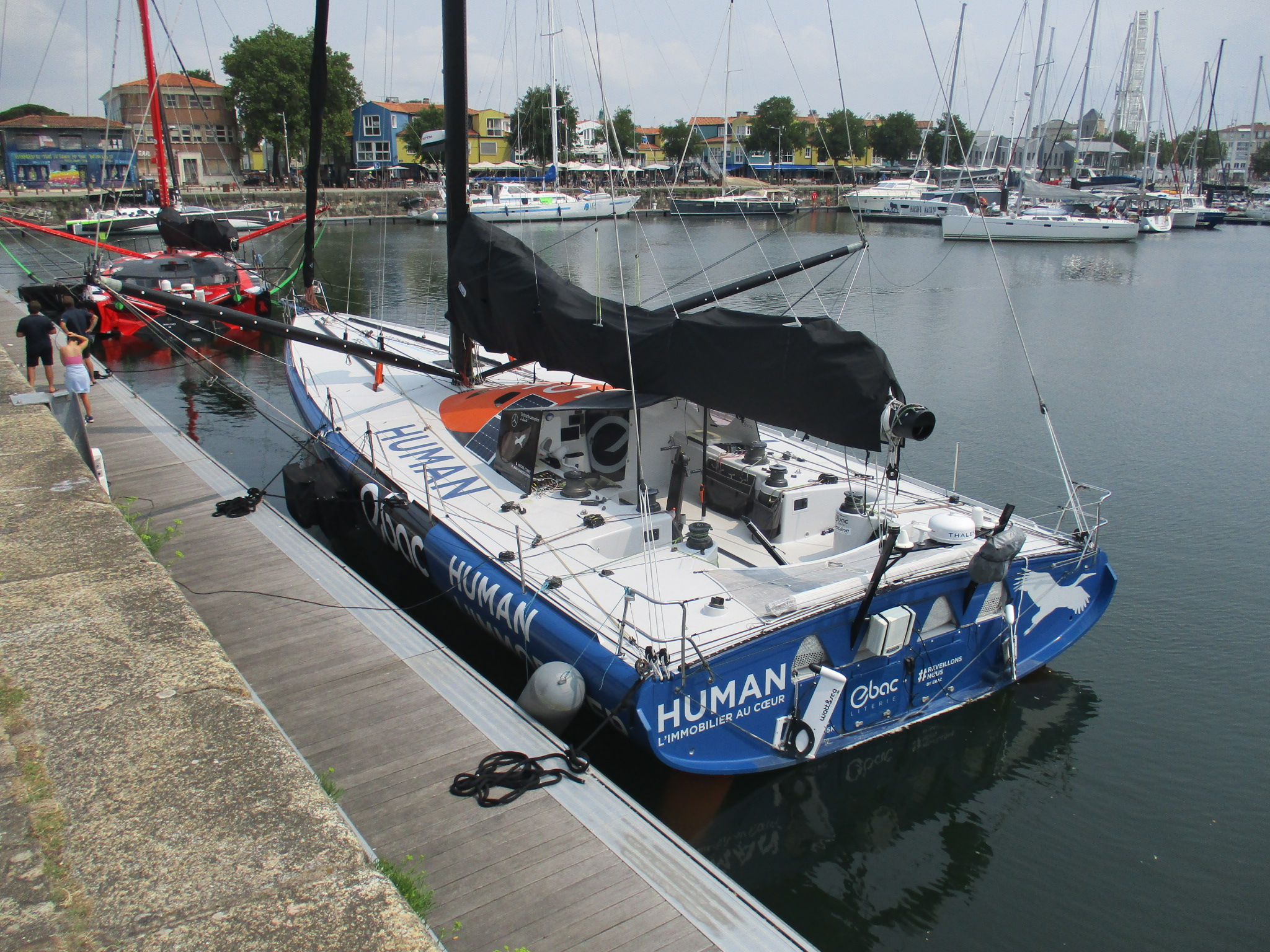
Human Immobilier au Vieux-Port de La Rochelle, derrière Maître CoQ V (2023).

Quelques semaines avant le départ de la Route du Rhum 2022, le skipper Antoine Cornic annonce l'arrivée du nouveau partenaire sponsor supplémentaire Human Immobilier pour son Imoca qui prend alors le nom de Human Immobilier, avec pour principal objectif le Vendée Globe 2024-2025,.

## Palmarès

### 2006-2007:Spirit of Canada
- 2007 :
  - 12e de la Transat B to B

### 2011-2018: O Canada
- 2011 :
  - 6e de la Transpac[17]

- 2015 :
  - 8e du Lake Ontario 300 Challenge[18]

- 2016 :
  - 5e de Lake Ontario 300/600 Challenge[19]

### 2021-2022:Ebac
- 2021 :
  - 20e de la Transat Jacques Vabre

### Depuis 2022:Human immobilier
- 2022 :
  - 22e de la Route du Rhum 2022[20]

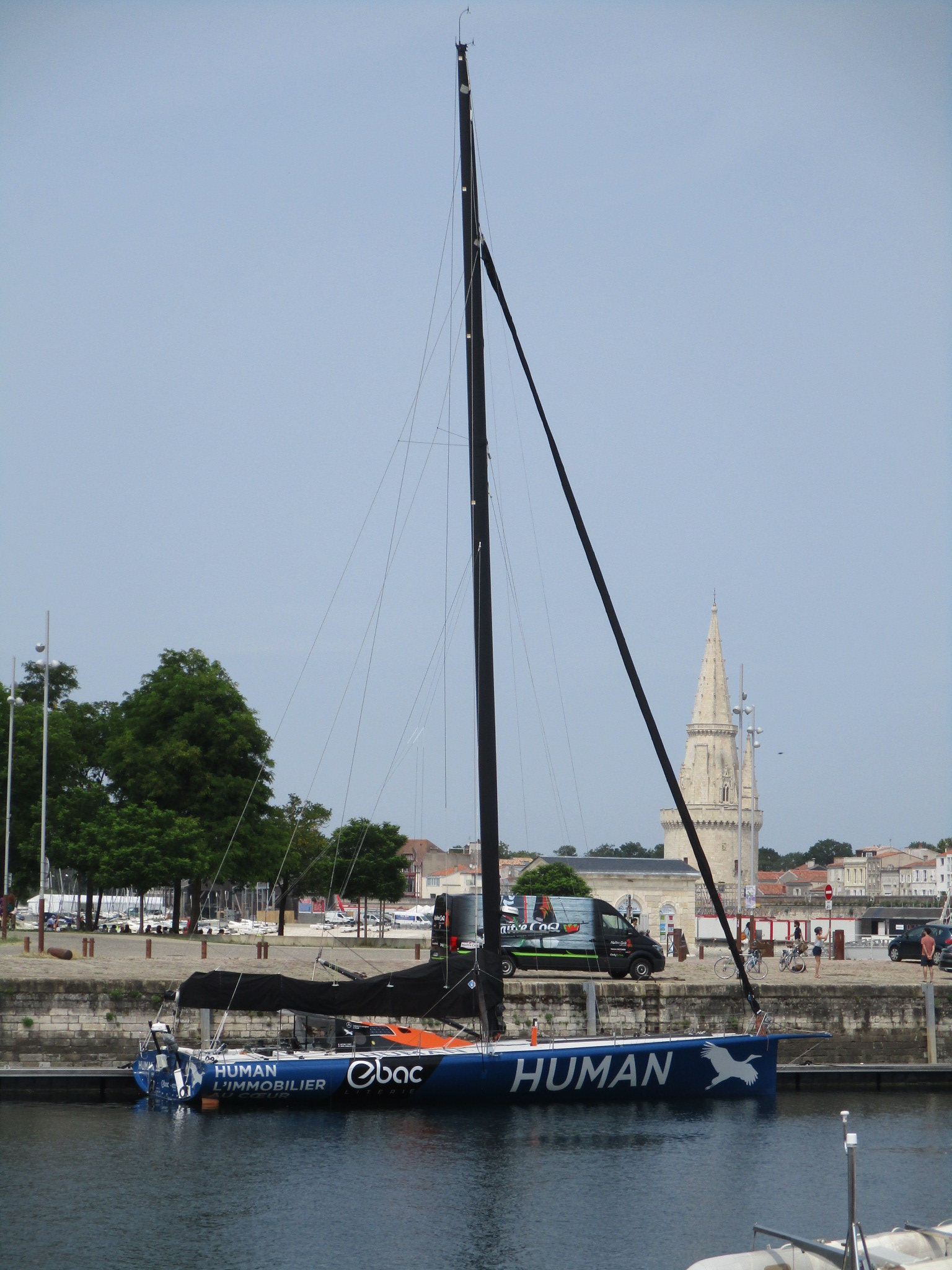
Human immobilier, au Vieux-Port de La Rochelle (2023).

  - 16e de la Vendée-Arctique-Les Sables-d'Olonne[21]
  - 20e de la Guyader Bermudes 1000 Race[22]

- 2023 :
  - 30e du Défi Azimut 2023[23]
  - 30e de la Transat Jacques-Vabre[24]
  - 26e du Retour à la base[25]